# Roches Merles
Les roches Merles sont une montagne de France située en Savoie, dans le massif du Mont-Blanc.

## Géographie
La montagne est située dans le nord-est du département de la Savoie, à l'est de Beaufort dans le Beaufortain, au sud-sud-ouest des Contamines-Montjoie dans le val Montjoie et au nord-ouest de Bourg-Saint-Maurice dans la vallée de la Tarentaise. Il constitue l'un des sommets les plus méridionaux du massif du Mont-Blanc qui s'étend sur une cinquantaine de kilomètres en direction du nord-est. De ce fait, il est entouré par le massif du Beaufortain au nord et au sud. Le sommet à 2 497 mètres d'altitude forme l'extrémité septentrionale d'une crête de 2,3 kilomètres de longueur orientée nord-est-sud-ouest et dont l'extrémité méridionale est constituée par le rocher du Vent à 2 360 mètres d'altitude.
Il domine le vallon de la Gittaz avec le hameau de la Gittaz et son refuge (1 660 m) au nord-ouest et le lac de la Gittaz (1 565 m) au nord-ouest, l'alpage de la Sausse (2 000 m) au nord et le col de la Sauce (2 307 m) et le Cormet de Roselend (1 968 m) au sud. Il fait face aux rochers des Enclaves (2 467 m) au nord-ouest, à la tête de la Cicle (2 552 m) et aux aiguilles de la Pennaz (2 683 m) au nord, au col du Bonhomme (2 329 m), au rocher du Bonhomme (2 599 m), aux têtes Nord (2 756 m) et Sud des Fours (2 716 m) et au col de la Croix du Bonhomme (2 410 m) au nord-est, à la crête des Gittes (2 538 m) à l'est et à l'aiguille du Grand Fond (2 920 m) au sud.
La montagne est composée d'une alternance de couches calcaires et calco-argileuses datant du Jurassique supérieur et présentant un pendage vers le sud-est,. Ce crêt présente un adret constitué d'alpages tandis que son ubac est en partie constitué d'une succession de barres rocheuses correspondant à l'affleurement des différentes couches calcaires,.

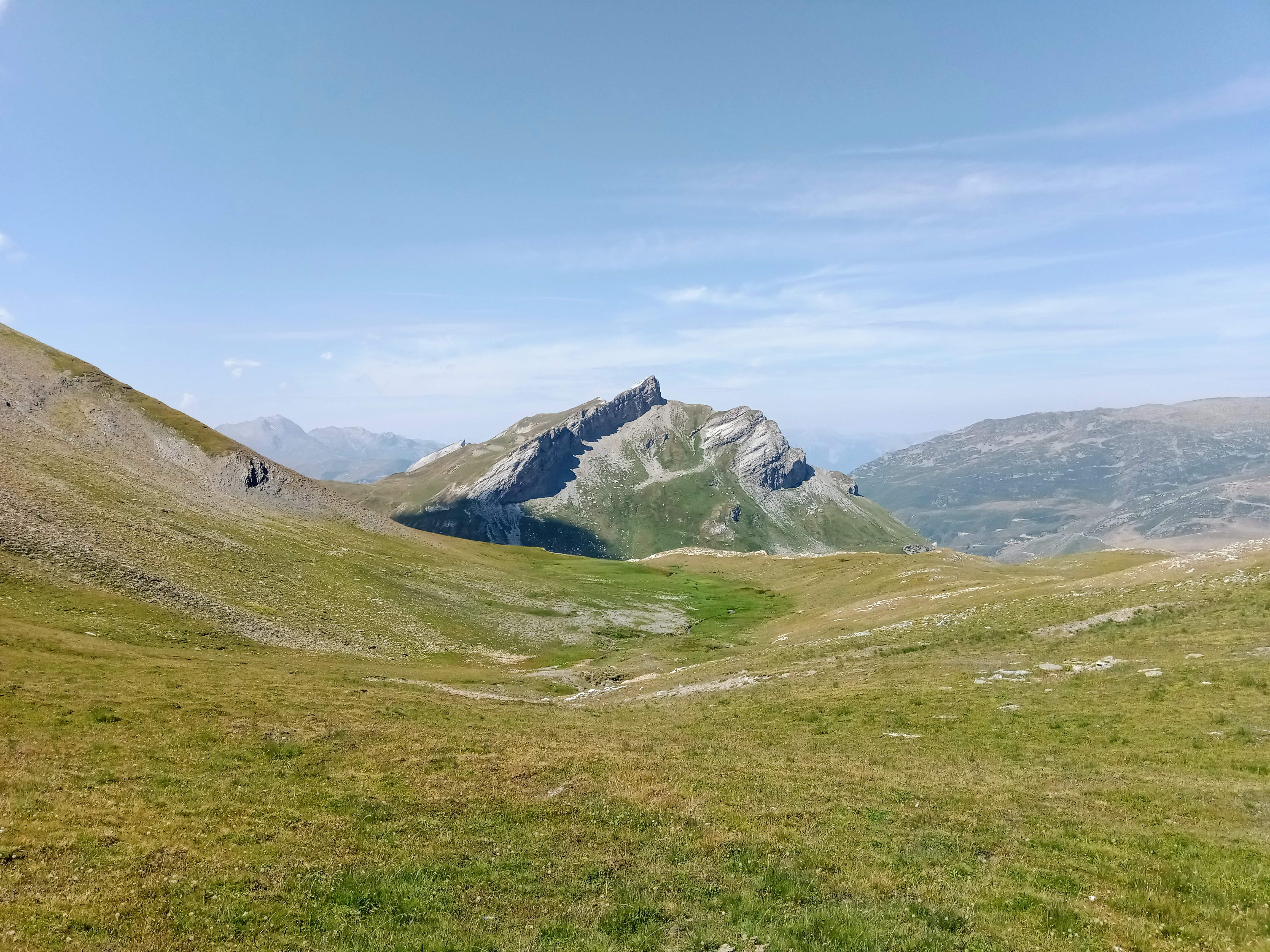
Vue des roches Merles depuis le col de la Croix du Bonhomme au nord-est.

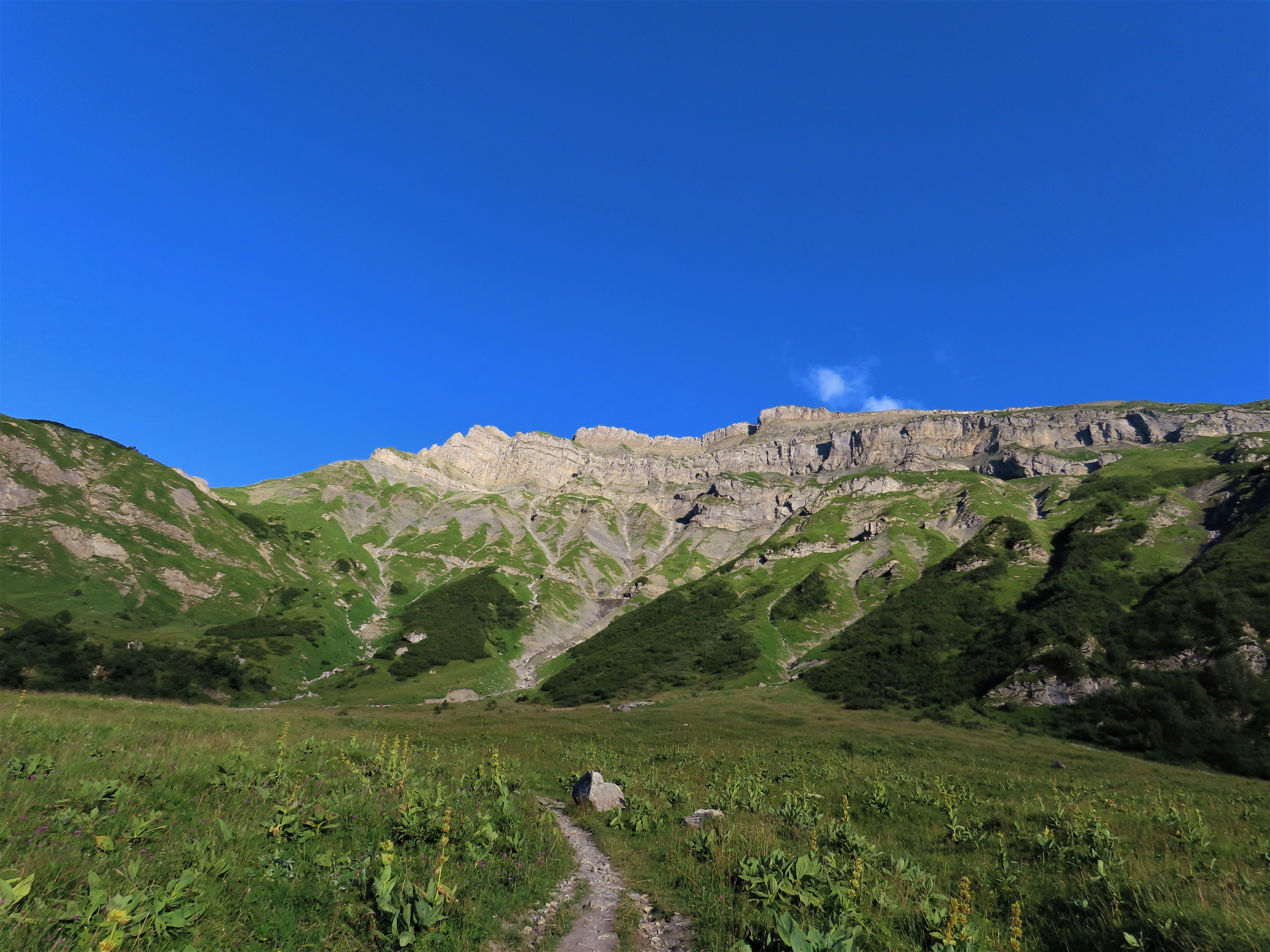
Les roches Merles depuis le Plan de la Gittaz au nord-ouest.

## Ascension
Son ascension peut se réaliser par son adret depuis le Plan de la Lai au sud-ouest ou le Cormet de Roselend au sud ou par son ubac via le rocher du Vent depuis le col de Sur Frêtes à l'ouest ou via l'alpage de la Sausse et le col de la Sauce depuis le hameau de la Gittaz au nord-ouest. La montagne peut également être rejointe depuis le secteur du col du Bonhomme et du refuge de la Croix du Bonhomme via la crête des Gittes et le col de la Sauce au nord-est. Le GR 5 et une variante du GRP Tour du Beaufortain passent sur son adret entre la crête des Gittes et le plan de la Lai via le col de la Sauce.

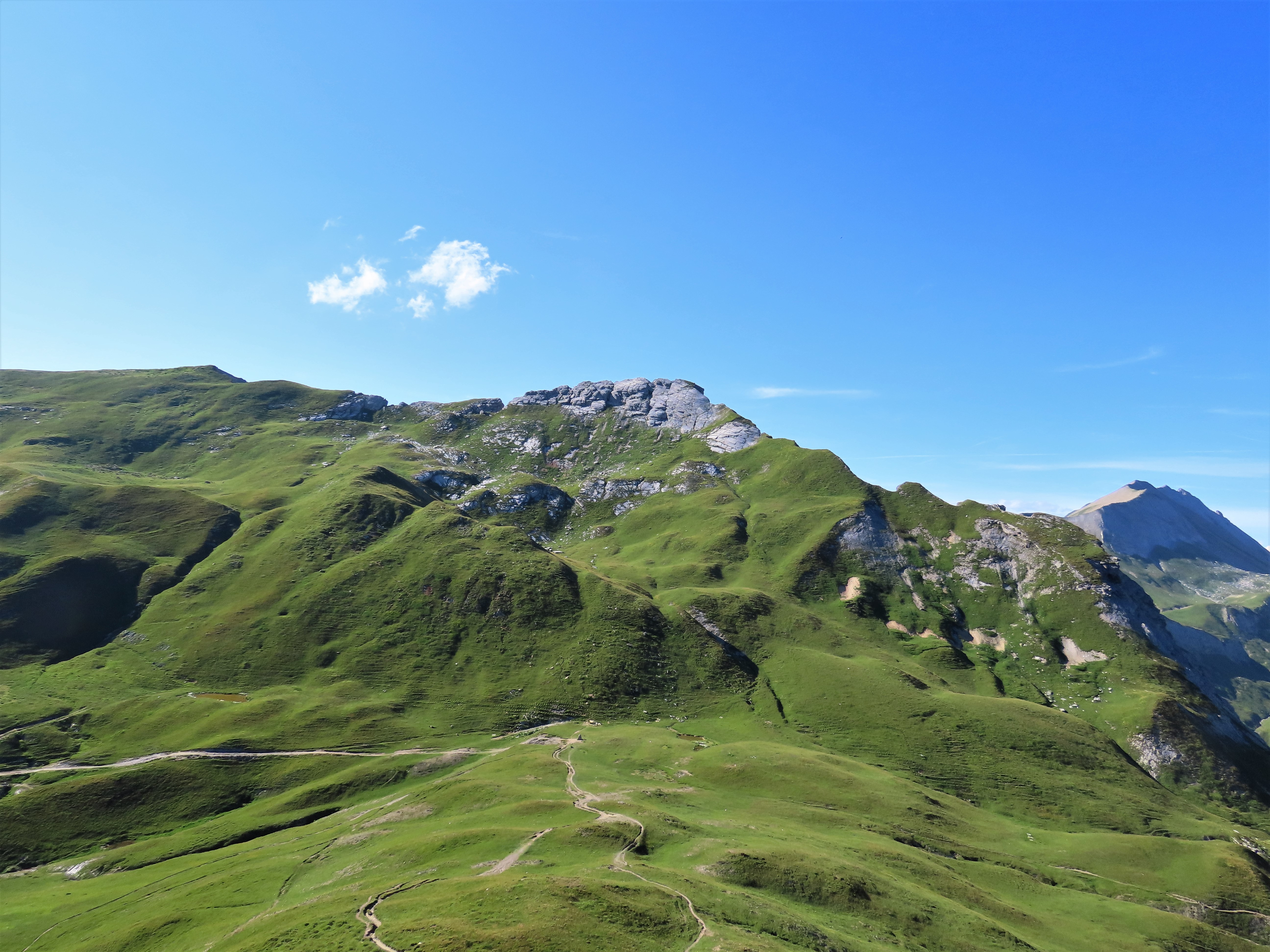
Le col de la Sauce et les roches Merles depuis la crête des Gittes au sud-est.